# مدار ۳۷ درجه جنوبی
مدار ۳۷ درجه جنوبی، دایره‌ای از عرض جغرافیایی است که در ۳۷ درجهٔ جنوبی خط استوا  قرار دارد.

## گذر از مناطق
از نصف‌النهار مبدأ شروع می‌شود و به سمت مشرق ۳۷ درجه جنوبی از موارد زیر گذر می‌کند:
| مختصات‌ها                                             | کشور، قلمرو یا دریا | توضیحات                                                 |
| ---------------------------------------------------- | ------------------- | ------------------------------------------------------- |
| ۳۷°۰′ جنوبی ۰°۰′ شرقی / ۳۷٫۰۰۰°جنوبی ۰٫۰۰۰°شرقی      | اقیانوس اطلس        |                                                         |
| ۳۷°۰′ جنوبی ۲۰°۰′ شرقی / ۳۷٫۰۰۰°جنوبی ۲۰٫۰۰۰°شرقی    | اقیانوس هند         |                                                         |
| ۳۷°۰′ جنوبی ۱۳۹°۴۲′ شرقی / ۳۷٫۰۰۰°جنوبی ۱۳۹٫۷۰۰°شرقی | استرالیا            | استرالیای جنوبی ویکتوریا (استرالیا) نیو ساوت ولز        |
| ۳۷°۰′ جنوبی ۱۴۹°۵۶′ شرقی / ۳۷٫۰۰۰°جنوبی ۱۴۹٫۹۳۳°شرقی | اقیانوس آرام        | دریای تاسمان                                            |
| ۳۷°۰′ جنوبی ۱۷۴°۲۸′ شرقی / ۳۷٫۰۰۰°جنوبی ۱۷۴٫۴۶۷°شرقی | نیوزیلند            | جزیره شمالی - passing just south of آوکلند              |
| ۳۷°۰′ جنوبی ۱۷۵°۱۶′ شرقی / ۳۷٫۰۰۰°جنوبی ۱۷۵٫۲۶۷°شرقی | Hauraki Gulf        |                                                         |
| ۳۷°۰′ جنوبی ۱۷۵°۳۰′ شرقی / ۳۷٫۰۰۰°جنوبی ۱۷۵٫۵۰۰°شرقی | نیوزیلند            | Coromandel Peninsula, جزیره شمالی                       |
| ۳۷°۰′ جنوبی ۱۷۵°۵۱′ شرقی / ۳۷٫۰۰۰°جنوبی ۱۷۵٫۸۵۰°شرقی | اقیانوس آرام        |                                                         |
| ۳۷°۰′ جنوبی ۷۳°۳۳′ غربی / ۳۷٫۰۰۰°جنوبی ۷۳٫۵۵۰°غربی   | شیلی                | Santa María Island                                      |
| ۳۷°۰′ جنوبی ۷۳°۳۱′ غربی / ۳۷٫۰۰۰°جنوبی ۷۳٫۵۱۷°غربی   | اقیانوس آرام        |                                                         |
| ۳۷°۰′ جنوبی ۷۳°۱۱′ غربی / ۳۷٫۰۰۰°جنوبی ۷۳٫۱۸۳°غربی   | شیلی                |                                                         |
| ۳۷°۰′ جنوبی ۷۱°۹′ غربی / ۳۷٫۰۰۰°جنوبی ۷۱٫۱۵۰°غربی    | آرژانتین            |                                                         |
| ۳۷°۰′ جنوبی ۵۶°۴۵′ غربی / ۳۷٫۰۰۰°جنوبی ۵۶٫۷۵۰°غربی   | اقیانوس اطلس        | Passing just north of the island of تریستان, سینت هلینا |